# Ругова
Ругова е планински масив в Проклетия, намиращ се край град Печ (Косово).
През 2013 г. е обявен за национален парк от Парламента на Република Косово.
Ругова е и етнографски район. Тук е било седалището на известната средновековна българо-сръбска Печка патриаршия.
Ругова е регион подходящ за ски, туризъм, парапланеризъм, екскурзионно летуване и т.н. Известен е със своята Руговска клисура и с единствения планински проход от Косово и Метохия за Динарите със сръбските земи – през Чакор.
В Ругова има пещери, водопади, ледникови езера, красиви планински върхове, пропасти и понори. Най-високият връх е Хала (2403 m) в едноименната планина Хала (планина).